# Louise Harra
Pour l’article homonyme, voir Harra.

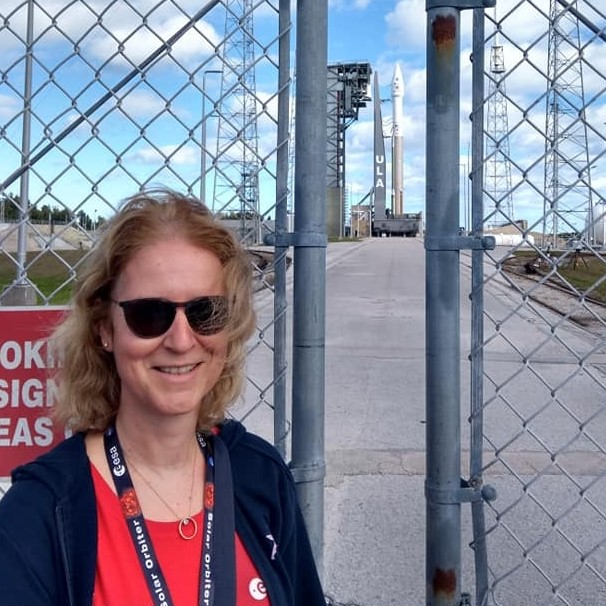
Louise Harra en 2020

Louise Harra est une physicienne nord-irlandaise, née à Lurgan, dans le comté d'Armagh, en Irlande du Nord. Elle est directrice du PMOD/WRC, et professeure affiliée à l'Institut de physique des particules et d'astrophysique de l'École polytechnique fédérale de Zurich.

## Éducation
Louise Harra est née dans le comté d'Armagh et elle a fréquenté plus tard la Banbridge Academy.
Elle est diplômée de l'Université Queen's de Belfast avec un Bachelor of Science (Hons) en mathématiques appliquées et physique et un doctorat en physique.

## Carrière universitaire et intérêts de recherche
Elle a été professeur de physique solaire au Laboratoire de science spatiale Mullard de l'University College de Londres, jusqu'en 2019, une grande partie de sa carrière ayant été consacrée aux instruments spatiaux. Elle a été chercheuse principale (PI) de l'instrument EUV Imaging Spectrometer sur le satellite Hinode de 2006 à 2019. Elle est co-PI du Solar Orbiter EUV Imager.
En 2019, elle a déménagé pour occuper le poste de directrice au PMOD/WRC et professeure affiliée à l'École polytechnique fédérale de Zurich.
Les intérêts de recherche de Harra comprennent les éruptions solaires et les éjections de masse coronale, la formation du vent solaire et la connexion Soleil-Terre. Ses recherches utilisent des observations spectroscopiques et d'imagerie pour quantifier les caractéristiques et le comportement des éruptions solaires et du vent solaire.

## Missions spatiales
Harra a participé à un certain nombre de missions spatiales au cours de sa carrière, dont :
- la mission spatiale nippo-américano-britannique Yohkoh, Instrument Scientist basée au Japon.
- la mission JAXA/NASA/R.-U./ESA Hinode, chercheuse principale du spectromètre imageur EUV.
- la mission ESA/NASA Solar Orbiter [2] co-chercheuse principale pour l'imageur EUV.

## Médias
Harra a donné des interviews à la radio et à la télévision, dont :
- 2014 Radio 4, interview 'In our time' avec Melvyn Bragg[6]
- 2014 Australian Broadcasting Corporation Science Show avec Robyn Williams

## Prix
- 2017 : Médaille Robinson remise par l'Observatoire d'Armagh[7].
- 2016 : Prix Daiwa-Adrian pour la recherche R.-U.-Japon.
- 2015 : Prix d'excellence du groupe RAS pour l'instrument Hinode EIS.
- 2014 : Prix Sir Arthur Clarke, Space Achievement (Academic Study/Research) pour son leadership au Royaume-Uni et à l'échelle internationale dans l'exploitation des données du satellite japonais Hinode et son leadership du télescope à venir EUI sur Solar Orbiter[8].
- 2014 : Médaille Chapman de la Royal Astronomical Society, pour ses recherches uniques d'un mérite exceptionnel en physique solaire-terrestre, y compris le géomagnétisme et l'aéronomie[9].
- 2003 : Prix Philip-Leverhulme – ce prix, dans la catégorie Astronomie et astrophysique, récompense de jeunes chercheurs éminents et prometteurs.